# Kamni Potok
Kamni Potok je naselje u slovenskoj Općini Trebnju. Kamni Potok se nalazi u pokrajini Dolenjskoj i statističkoj regiji Jugoistočnoj Sloveniji. 

## Stanovništvo
Prema popisu stanovništva iz 2002. godine naselje je imalo 75 stanovnika.